# Lista de prêmios e indicações recebidos por Alice in Chains
Estes são os prêmios e indicações recebidos pelo Alice in Chains, a banda de rock estado-unidense formada em 1987 em Seattle, Washington, consistindo de Layne Staley (vocais), Jerry Cantrell (guitarra e vocais de apoio), Mike Starr (baixo) e Sean Kinney (bateria). Apesar de ser uma banda popular no princípio dos anos 90 devido a explosão do movimento grunge e de receber várias indicações em sua carreira, o grupo ganhou poucas premiações.

## American Music Awards
| Ano  | Trabalho        | Categoria                                 | Resultado |
| ---- | --------------- | ----------------------------------------- | --------- |
| 1992 | Alice in Chains | Favorite New Heavy Metal/Hard Rock Artist | Indicado  |

## Billboard Music Awards
| Ano  | Trabalho     | Categoria     | Resultado |
| ---- | ------------ | ------------- | --------- |
| 1994 | "No Excuses" | Top Rock Song | Indicado  |

## Concrete Foundations Awards
| Ano  | Trabalho | Categoria        | Resultado |
| ---- | -------- | ---------------- | --------- |
| 1991 | Facelift | Best Debut Album | Venceu    |

## Fryderyk Awards
| Ano  | Trabalho                | Categoria          | Resultado |
| ---- | ----------------------- | ------------------ | --------- |
| 2010 | Black Gives Way to Blue | Best Foreign Album | Venceu    |

## Grammy Awards
| Ano           | Trabalho                     | Categoria                             | Resultado |
| ------------- | ---------------------------- | ------------------------------------- | --------- |
| 1992          | "Man in the Box"             | Best Hard Rock Performance With Vocal | Indicado  |
| 1993          | Dirt                         | Best Hard Rock Performance With Vocal | Indicado  |
| 1995          | Jar of Flies                 | Best Recording Package                | Indicado  |
| "I Stay Away" | Best Hard Rock Performance   | Indicado                              |           |
| 1996          | Best Hard Rock Performance   | "Grind"                               | Indicado  |
| 1997          | Best Hard Rock Performance   | "Again"                               | Indicado  |
| 2000          | Best Hard Rock Performance   | "Get Born Again"                      | Indicado  |
| 2010          | Best Hard Rock Performance   | "Check My Brain"                      | Indicado  |
| 2011          | Best Hard Rock Performance   | "A Looking in View"                   | Indicado  |
| 2014          | The Devil Put Dinosaurs Here | Best Engineered Album, Non Classical  | Indicado  |
| 2019          | Rainier Fog                  | Best Rock Album                       | Pendente  |

## Juno Awards
| Ano  | Trabalho                   | Categoria                      | Resultado |
| ---- | -------------------------- | ------------------------------ | --------- |
| 2014 | Randy Staub (for "Hollow") | Recording Engineer of the Year | Indicado  |

## Kerrang! Awards
| Ano  | Trabalho        | Categoria  | Resultado |
| ---- | --------------- | ---------- | --------- |
| 2009 | Alice in Chains | Icon Award | Venceu    |

## LoudwireMusic Awards
| Ano  | Trabalho                     | Categoria              | Resultado |
| ---- | ---------------------------- | ---------------------- | --------- |
| 2013 | Alice in Chains              | Rock Band of the Year  | Indicado  |
| 2013 | The Devil Put Dinosaurs Here | Rock Album of the Year | Indicado  |
| 2013 | Jerry Cantrell               | Guitarist of the Year  | Indicado  |
| 2013 | "Hollow"                     | Rock Song of the Year  | Indicado  |
| 2013 | "Hollow"                     | Rock Video of the Year | Indicado  |

## Metal Hammer Golden Gods Awards
| Ano  | Trabalho        | Categoria  | Resultado |
| ---- | --------------- | ---------- | --------- |
| 2013 | Alice in Chains | Icon Award | Venceu    |

## Metal Storm Awards
| Ano  | Trabalho                     | Categoria                    | Resultado |
| ---- | ---------------------------- | ---------------------------- | --------- |
| 2009 | Black Gives Way to Blue      | Best Alternative Metal Album | Venceu    |
| 2009 | Black Gives Way to Blue      | Biggest Surprise             | Indicado  |
| 2013 | The Devil Put Dinosaurs Here | Best Alternative Metal Album | Indicado  |

## MTV Video Music Awards
Os MTV Video Music Awards foram criados em 1984 pela MTV a fim de enaltecer os melhores videoclipes do ano e servirem como alternativa aos Grammy Awards. O Alice In Chains foi indicado três vezes, tendo vencido apenas em uma ocasião, com a canção "Would?" para o filme Vida de Solteiro, tendo batido na mesma categoria a música tema do filme, "Dyslexic Heart" de Paul Westerberg.
| Ano  | Categoria                        | Trabalho         | Resultado |
| ---- | -------------------------------- | ---------------- | --------- |
| 1991 | Best Heavy Metal/Hard Rock Video | "Man in the Box" | Indicado  |
| 1993 | Best Video from a Film           | "Would?"         | Venceu    |
| 1996 | Best Hard Rock Video             | "Again"          | Indicado  |

## Northwest Area Music Awards
| Ano  | Trabalho        | Categoria       | Resultado |
| ---- | --------------- | --------------- | --------- |
| 1991 | Facelift        | Best Recording  | Venceu    |
| 1992 | Alice in Chains | Best Rock Group | Venceu    |

## Revolver Golden Gods Awards
| Ano  | Trabalho                | Categoria                               | Resultado |
| ---- | ----------------------- | --------------------------------------- | --------- |
| 2010 | Black Gives Way to Blue | Album of the Year                       | Venceu    |
| 2010 | Alice in Chains         | Comeback of the Year                    | Venceu    |
| 2014 | "Hollow"                | Song of the Year                        | Indicado  |
| 2014 | Jerry Cantrell          | Dimebag Darrell Best Guitarist(s) Award | Indicado  |

## SPIN's Readers' Poll Awards
| Ano  | Trabalho | Categoria  | Resultado |
| ---- | -------- | ---------- | --------- |
| 1993 | Dirt     | Best Album | Venceu    |

## Triple J Hottest 100
A votação musical anual Triple J Hottest 100 foi inaugurada em 1989 e se baseia em votos do público ouvinte da estação de rádio australiana Triple J. Alice in Chains apareceu 4 vezes no Hot 100, sendo duas no mesmo ano (1993).
| Ano  | Canção       | Posição |
| ---- | ------------ | ------- |
| 1993 | "Would?"     | 51      |
| 1993 | "Rooster"    | 80      |
| 1994 | "No Excuses" | 80      |
| 1995 | "Grind"      | 88      |